# Ángel Famiglietti
Ángel Antonio Famiglietti Ortega (7 de septiembre de 1927 – 11 de agosto de 2001) fue un levantador de pesas panameño. Compitió en los Juegos Olímpicos de 1960.

## Biografía
Famiglietti fue un levantador de pesas panameño que compitió en los VI Juegos Centroamericanos y del Caribe celebrados en la Ciudad de Guatemala, en donde ganó la medalla de plata en la categoría peso gallo -123 libras, en los VII Juegos Centroamericanos y del Caribe celebrados en la Ciudad de México, ganó la medalla de oro en la categoría peso gallo -56 kg, en los Juegos Panamericanos de 1955 celebrados en la Ciudad de México, ganó la medalla de plata en la peso gallo -56 kg, en los VIII Juegos Centroamericanos y del Caribe celebrados en Caracas, Venezuela ganó la medalla de oro en la categoría peso gallo -56 kg, en los Juegos Panamericanos de 1959 celebrados en Chicago, Estados Unidos ganó la medalla de plata en la categoría peso gallo -56 kg, Famiglietti el 17 de septiembre de 1960 compitió en los Juegos Olímpicos de Roma 1960 en la categoría peso pluma-60kg quedando en la posición diecisiete alzando 292.5 k.